# Vodárenská věž Děvín
Vodárenská věž Děvín (a s ní související čerpací stanice Děvín) je stavba pražské vodohospodářské infrastruktury. Účelem technologické stavby není (na rozdíl od klasických vodárenských věží) akumulace pitné vody v rezervoáru, ale tlumení tlakových vodních rázů vznikajících v přívodním řadu želivské vody z vodojemu v Jesenici u Prahy. Vodárenská věž Děvín se nachází na pražském kopci Děvín (310 m n. m.) nad levým břehem řeky Vltavy v lokalitě nazývané Dívčí hrady; v katastru Prahy 5, na rozhraní Hlubočep a Radlic.

## Historie
Projekt vodárenské věže byl zadán na začátku 70. let 20. století projekční kanceláři v národnímu podniku Stavoprojekt v Liberci. Z několika verzí architektonických řešení byla vybrána nakonec ta nejjednodušší.
Ing. arch. Karel Hubáček a český statik a konstruktér Ing. Zdeněk Patermann vyprojektovali stavbu vyrovnávací vodárenské věže Děvín v roce 1976. Stavba tohoto sice jen užitkového objektu (ale s vysokou architektonickou hodnotou) byla dokončena v roce 1977.
Stavba věže ve druhé polovině 70. let 20. století v reálně–socialistickém Československu byla poznamenána incidentem, který způsobil jeden ze tří dodavatelů stavby – Vítkovické železárny Klementa Gottwalda. S odůvodněním, že plní důležitější zakázky pro tehdejší Sovětský svaz, odmítly železárny dodat na stavbu věže požadovaný materiál. Situaci vyřešil až zásah stranických a vládních činitelů, železárna dodala přednostně na stavbu věže příslušné tuny oceli a hrozba, že obyvatelé rozestavěných sídlišť na jihozápadním okraji Prahy zůstanou bez pitné vody, byla zažehnána. Kromě Vítkovických železáren Klementa Gottwalda se na stavbě ještě podílely podniky Hutní montáže Ostrava (ocelové konstrukce) a Vodní stavby Praha. Posledně jmenované (Vodní stavby Praha) realizovaly stavbu čerpací stanice Děvín a všech dalších nutných vodárenských zařízení.

## Popis vodárenské věže
Vlastní vodárenská věž je tvořena třemi 50 metrů vysokými, paralelně vertikálně umístěnými a vzájemně spolu do trojúhelníka spojenými ocelovými válci (tubusy, každý s průměrem 1,8 metru). Ocelové tubusy jsou z vnějšku oplášťovány modrým a žlutým plechem a prohnutými stěnami z profilového skla, které chrání vnitřní schodiště (sloužící k výstupu na věž). Spojnice tubusů jakož i jejich samotné vrcholy mají (oproti dolnímu, modrému „tělu“ věže) bílou barvu a vytvářejí siluetu světlého písmene „H“ (odkaz na příjmení architekta Hubáčka). 

## Účel stavby
Koncepce věže vyplynula jako řešení při plánování vodárenského systému napojeného na vodní zdroj Želivka. Vyšší nadmořská výška vodojemů v Jesenici u Prahy umožnila gravitační dopravu pitné vody pro Prahu pomocí shybky pod Vltavou až na její levý břeh. Vodárenská věž Děvin je součástí vodovodních řadů zásobujících dnes (rok 2021) rozlehlá pražská sídliště (Jihozápadní Město) a plní funkci vyrovnávací věže, která tlumí vodní rázy vznikající v hlavním přivaděči DN 1200. Čerpadla věže Děvín přečerpávají vodu z potrubí od vodojemu v Jesenici u Prahy (sem je přiváděna voda pro Prahu z vodní nádrže Švihov (vodárenské nádrže Želivka)).

## Opravy, rekonstrukce, modernizace
Rozsáhlou rekonstrukci čerpací stanice Děvín a vodárenské věže Děvín (vynucenou zastaralou technologií a vzrůstající četností čím dál náročnějších oprav) plánovaly Pražské vodovody a kanalizace (PVK) na roky 2019 až 2020. Investorem této akce (za více než 100 milionů korun) byla městem vlastněná firma Pražská vodohospodářská společnost (PVS) – správce pražské vodohospodářské infrastruktury. Věž i čerpací stanici mají až do roku 2028 pronajatu Pražské vodovody a kanalizace (PVK).

### Věž
V rámci rekonstrukce prošla vodárenská věž Děvín kompletní sanací. Byla opatřena novými antikorozními nátěry (hlavní tubusy, spojovací konstrukce, vnitřní schodiště). Došlo k výměně narušeného opláštění věže i k výměně skleněných výplní.

### Čerpací stanice
Obnova čerpací stanice Děvín zahrnovala obnovu stavební části, strojní technologie a elektrického vybavení. Strojovna, původně obložena jednoplášťově, byla zateplena sendvičovými obkladovými panely. Vyšší účinnosti a efektivity čerpání bylo dosaženo osazením trojice nových čerpadel (každé s výkonem 600 litrů/sekundu; původní napájení jejich elektromotorů bylo z vysokého napětí 6 000 V převedeno na nízké napětí 690 V). Změna napájecího napětí motorů čerpadel implikovala rekonstrukci trafostanice (je součástí čerpací stanice Děvín). Původní transformátory s olejovým chlazením (potenciální nebezpečí ekologické havárie při porušení těsnosti pláště) byly nahrazeny ekologicky bezpečnějšími vzduchem chlazenými transformátory. Potrubí (původně z korodující uhlíkové oceli) bylo vyměněno za potrubí z nerezové oceli. Výměny se dočkaly rovněž veškeré uzavírací a regulační armatury.
Čerpací stanice (na rozdíl od stavu před rekonstrukcí) je bezobslužná s plně automatickým provozem a s on-line přenosem provozních údajů na centrální dispečink Pražských vodovodů a kanalizací (PVK). Zásahy do provozu čerpací stanice je možno provádět „na dálku“ z dispečinku PVK a to prostřednictvím radiové sítě, určené k přenášení takovýchto výkonných a řídících povelů.
Některé unikátní prvky původního technického vybavení čerpací stanice (jedno čerpací soustrojí, některé technicky zajímavé řídící a regulační prvky) byly po demontáži vyčleněny pro muzejní účely a byly dány k dispozici (do sbírek) Národnímu technickému muzeu (NTM).

## Současný stav
Věž funguje ve spojitosti se třemi čerpadly (o celkovém výkonu 1 800 litrů/sekundu) a to pouze jako záložní, protože čerpací stanice Strážovská zajišťuje distribuci pitné vody (pro potřeby hlavne jihozápadního města) s nižší energetickou náročností a tedy efektivněji. Děvínská čerpací stanice je udržována v pohotovostním režimu – za normálního stavu čerpá pouze dva dny v týdnu po čtyřech hodinách.
Primární vodohospodářský účel vlastní věže (díky její dominantní poloze na kótě 310 m n. m.) je doplněn i radiokomunikačními funkcemi. Věž využívají nejen veřejní operátoři, ale slouží rovněž pro potřeby zajištění přenosových cest radiové sítě provozovatele a správce vodohospodářského majetku hlavního města Prahy. Telekomunikační zařízení firem jsou instalována v několika kontejnerech u paty věže, anténní systémy jsou pak umístěny v nejvyšším bodě vlastní věže.

## Galerie

Vodárenská věž Děvín a její okolí
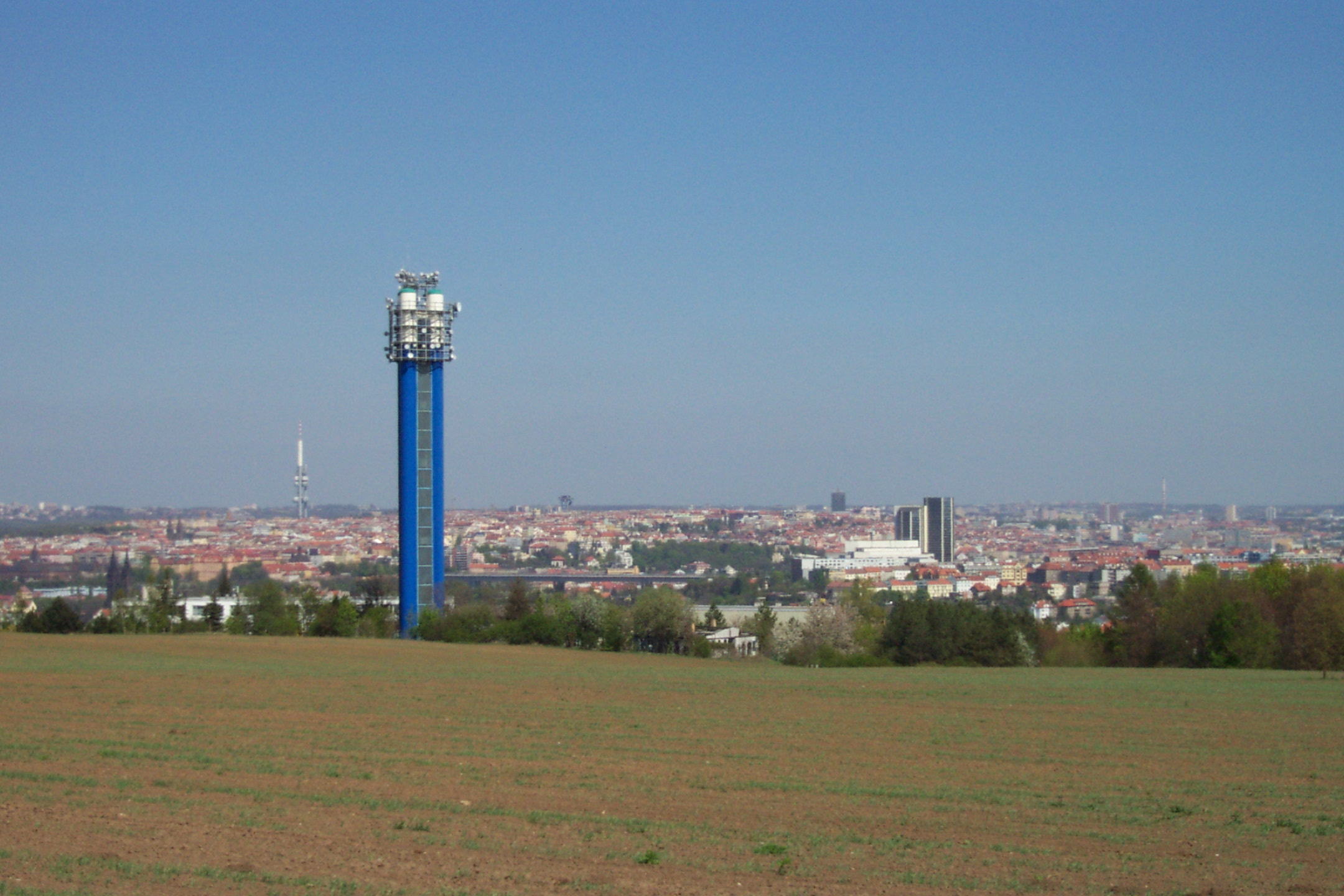
Pohled na věž; v pozadí Nuselský most (jaro 2007)
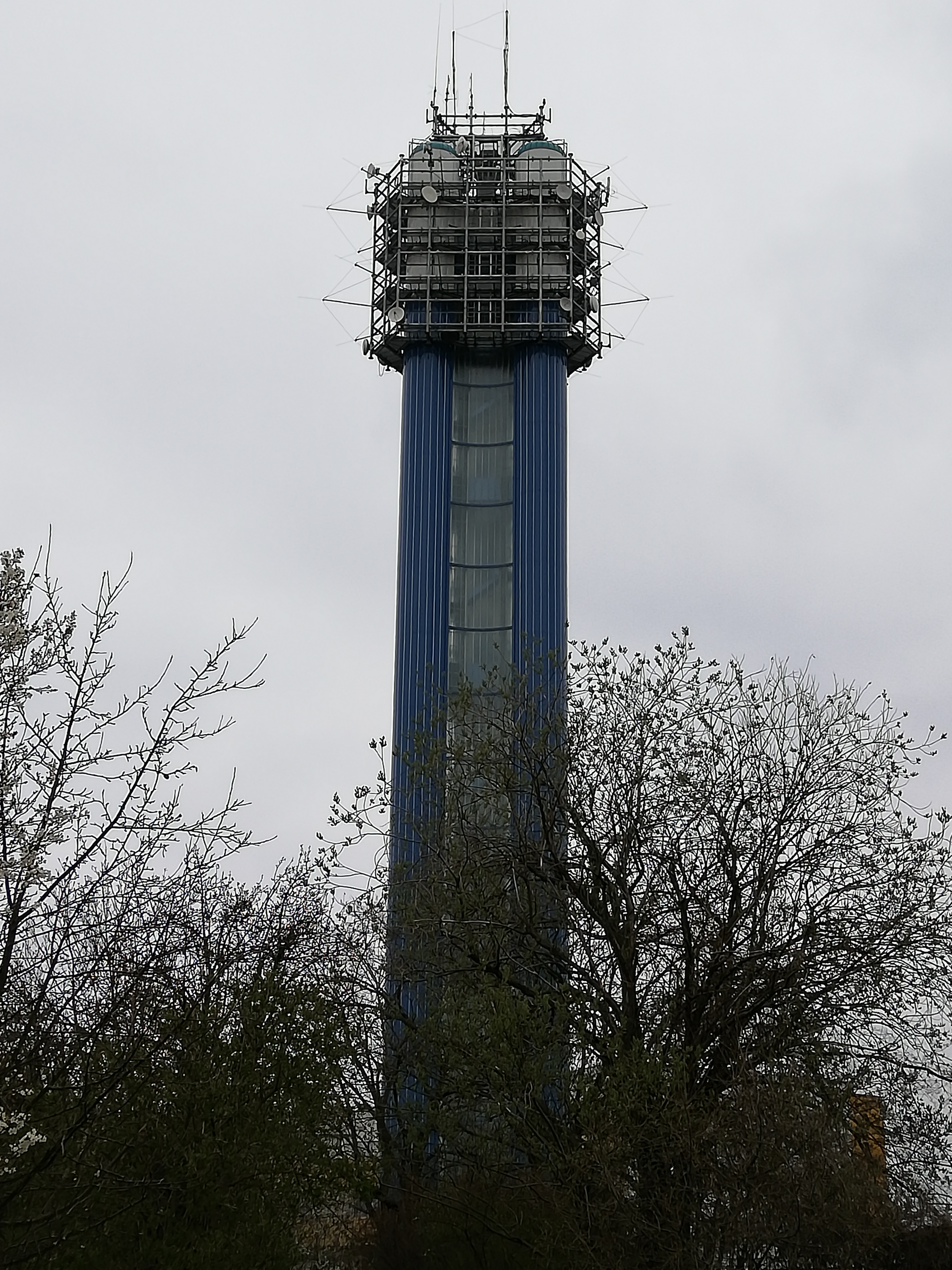
Celkový pohled na věž (jaro 2021)
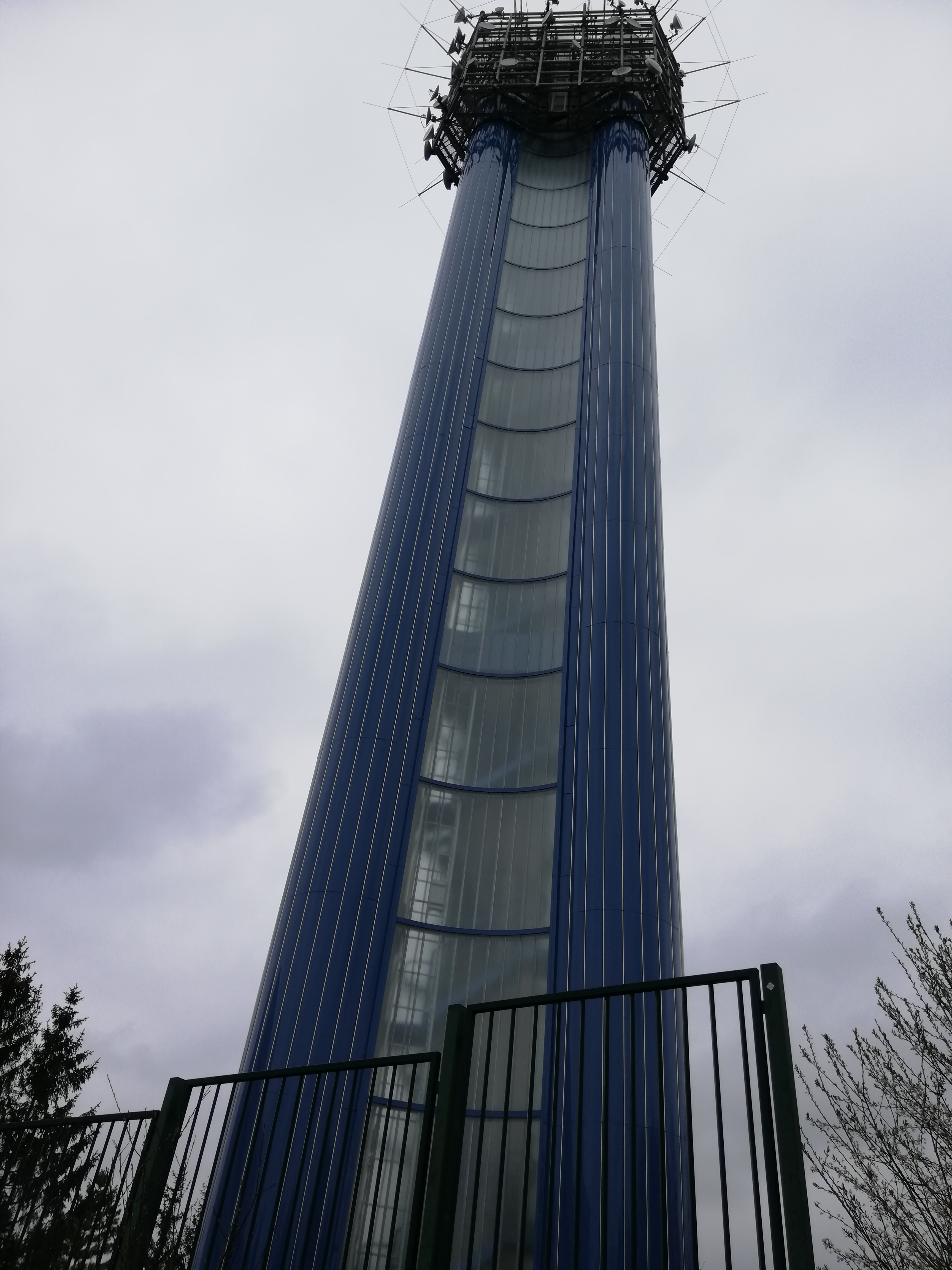
Detail prosvítajícího vnitřního schodiště a anténních systémů na vrcholku věže (jaro 2021)
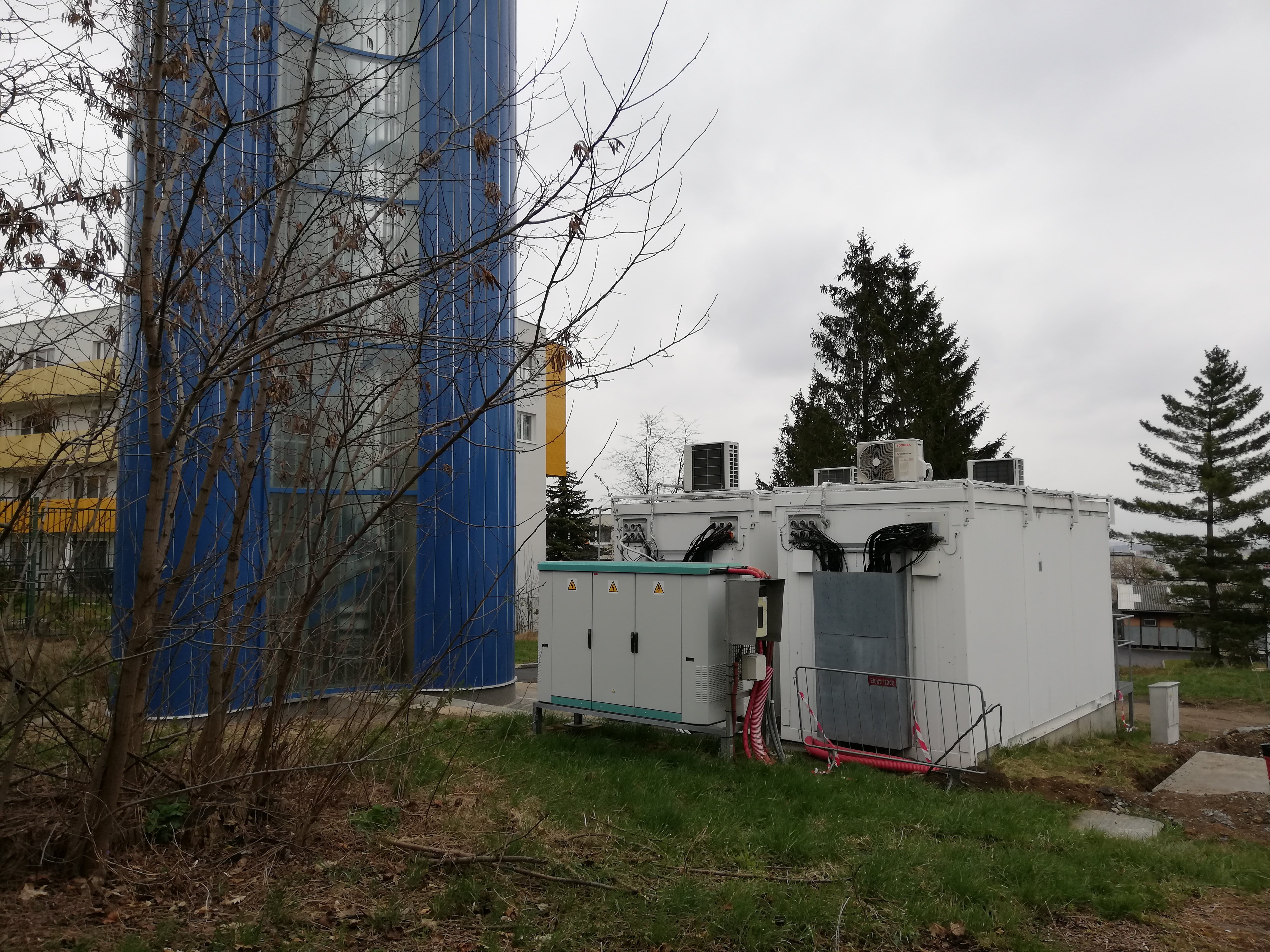
Kontejnery s technologií u paty věže (jaro 2021)
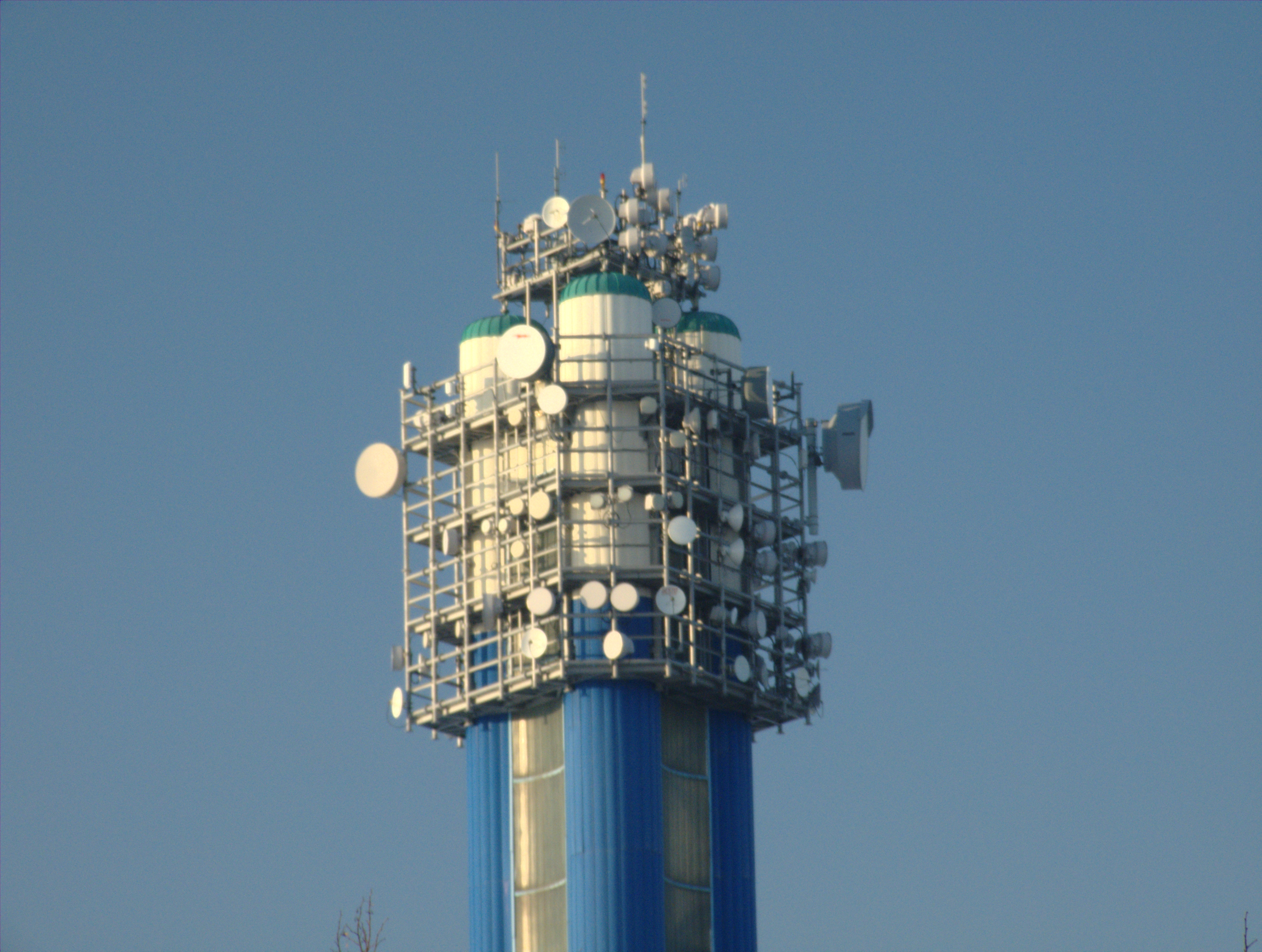
Detail vrcholu věže s anténními systémy (rok 2010)